# 秦镗
秦镗（1463年—1541年），字國和，號樂易，自號類樗子，直隸常州府無錫縣，明朝政治人物。

## 生平
弘治十七年（1504年）甲子科乡试举人，嘉靖二十年（1541年）官至南京都察院都事。為人至孝，因母病，不赴會試，卒年七十九。

## 著作
著有《樗林摘稿》。

## 家族
祖父秦旭，乡人称之曰貞静先生。父秦永孚，旌表孝子。子秦瀚，诗人。秦淮，號存赤，歲貢生，官辰溪知縣。孙秦采（縣丞）、秦梁，江西布政使、秦禾（永昌知府）、秦棨、秦楶、秦棐、秦楠、秦木。